# Time for Love: The Best of Julie London
| Оценки критиков               | Оценки критиков |
| Источник                      | Оценка          |
| ----------------------------- | --------------- |
| AllMusic                      | [ 1 ]           |
| Encyclopedia of Popular Music | [ 2 ]           |

Time for Love: The Best of Julie London — сборник лучших песен американской певицы Джули Лондон, выпущенный в 1991 году на лейбле Rhino Records.

## Отзывы критиков
Алекс Хендерсон из AllMusic поставил альбому четыре с половиной звезды из пяти, отметив что он служит превосходным обозрением джаз-поп-певицы в расцвете сил. По его мнению, соблазнительные и интимные интерпретации «No Moon at All», «You’d Be So Nice to Come Home To», «Cry Me a River» и других классических произведений прекрасно демонстрируют, что Лондон понимает, насколько эффективной может быть нежное исполнение. Также альбом имеет пометку Album Pick.

## Список композиций
| №                   | Название                           | Автор(ы)                                   | Длительность |
| ------------------- | ---------------------------------- | ------------------------------------------ | ------------ |
| 1.                  | «Cry Me a River»                   | Артур Гамильтон                            | 2:58         |
| 2.                  | «In the Middle of a Kiss»          | Сэм Кослоу                                 | 2:20         |
| 3.                  | «You’d Be So Nice to Come Home To» | Коул Портер                                | 2:16         |
| 4.                  | «No Moon at All»                   | Редд Эванс, Дейв Манн                      | 1:54         |
| 5.                  | «June in January»                  | Ральф Рейнджер, Лео Робин                  | 2:10         |
| 6.                  | «’Round Midnight»                  | Телониус Монк, Кути Уильямс, Берни Ханиген | 2:55         |
| 7.                  | «In the Still of the Night»        | Коул Портер                                | 2:42         |
| 8.                  | «My Heart Belongs to Daddy»        | Коул Портер                                | 2:43         |
| 9.                  | «Invitation to the Blues»          | Дорис Фишер, Артур Гершвин, Аллан Робертс  | 2:57         |
| 10.                 | «Easy Street»                      | Алан Ранкин Джонс                          | 3:15         |
| 11.                 | «Go Slow»                          | Расселл Гарсия, Дебби Кронк                | 2:16         |
| 12.                 | «The Thrill Is Gone»               | Лью Браун, Рэй Хендерсон                   | 3:23         |
| 13.                 | «I Surrender, Dear»                | Гарри Баррис, Гордон Клиффорд              | 3:46         |
| 14.                 | «Two Sleepy People»                | Хоги Кармайкл, Фрэнк Лессер                | 3:13         |
| 15.                 | «A Cottage for Sale»               | Ларри Конли, Уиллард Робисон               | 2:36         |
| 16.                 | «Daddy»                            | Бобби Труп                                 | 2:15         |
| 17.                 | «Gone With the Wind»               | Герберт Магидсон, Элли Врубель             | 2:08         |
| 18.                 | «I’m in the Mood for Love»         | Дороти Филдс, Джимми Макхью                | 2:31         |
| Общая длительность: | Общая длительность:                | Общая длительность:                        | 48:28        |